# Sigma (TV-program)
Sigma var ett svenskt populärvetenskapligt och tekniskt TV-program som gick i Sveriges Television med Sven Wingård som programledare.
De halvtimmeslånga programmen sändes mellan mars 1982 och juni 1993.
Signaturmelodi var The Duke Arrives från filmen Flykten från New York av John Carpenter.